# William Goldwin Carrington Howland
Pour les articles homonymes, voir Goldwin, Carrington et Howland.
William Goldwin Carrington Howland  (17 mars 1915-13 mai 1994) est un avocat et juge canadien de l'Ontario. Il est juge en chef de l'Ontario de 1977 à 1990.

## Biographie
Né à Toronto, Howland étudie au Upper Canada College, à l'Université de Toronto à partir de 1936, et ensuite à la Osgoode Hall Law School. Il est inscrit au Barreau de l'Ontario en 1939.
Durant la Seconde Guerre mondiale, il sert dans le Royal Canadian Army Service Corps (en) et, après la Guerre, est élu au conseil du Barreau en 1961. Il y sert entre autres comme trésorier de 1968 à 1970.
En 1975, il est nommé juge de la cour d'appel de la Cour suprême de l'Ontario (en) (aujourd'hui Cour supérieure de justice de l'Ontario). Deux ans plus tard, il devient juge en chef de la Cour d'appel de l'Ontario, poste qu'il occupe jusqu'à sa retraite en 1992.